# New York Liberty
O New York Liberty é um time de basquete feminino que joga na Women's National Basketball Association (WNBA) localizado no Brooklyn, Nova Iorque. A franquia foi fundada em 1997 com a criação da liga. Seus donos são Joe Tsai e Clara Wu Tsai, também donos do Brooklyn Nets da NBA que é a franquia irmã do New York Liberty. Seu estádio é o Barclays Center, também localizado no Brooklyn, New York.

## História
O Liberty se classificou para os Playoffs da WNBA em dezoito das vinte e sete temporadas da liga. A franquia já foi o lar de muitas jogadoras conhecidas, como Teresa Weatherspoon, Rebecca Lobo, Becky Hammon, Leilani Mitchell, Cappie Pondexter, Tina Charles, Sabrina Ionescu, Breanna Stewart, Betnijah Laney, Jonquel Jones e Courtney Vandersloot. O Liberty disputou as finais da WNBA cinco vezes, caindo para o Houston Comets em 1997, 1999 e 2000, perdendo para o Los Angeles Sparks em 2002 e perdendo para o Las Vegas Aces em 2023. Elas têm o maior número de aparições em finais da WNBA sem ser campeãs.

### Sucesso imediato (1997 - 2002)
Quando a WNBA foi inaugurada em 1997, o Liberty foi um dos primeiros times a selecionar uma jogadora e assinou um contrato com a superestrela universitária Rebecca Lobo de UConn. Rebecca foi titular por duas temporadas, mas se machucou em 1999. Suas lesões levaram à sua aposentadoria algumas temporadas depois. A armadora Teresa Weatherspoon emergiu como uma estrela e o Liberty chegou a final de 1997, onde perdeu para o Houston Comets. Em 1999, eles adicionaram Crystal Robinson com a 6ª escolha geral e retornaram às finais da WNBA, onde enfrentaram novamente os Comets. No jogo 2, um arremesso do meio da quadra de Teresa Weatherspoon no estouro do cronômetro  deu ao Liberty uma vitória de um ponto que empatou a série. Porém, o Liberty perdeu o terceiro jogo da série e os Comets sagraram-se campeões pela terceira vez consecutiva.
Em 2000, o Liberty trocou por Tari Phillips, que floresceu em New York e foi quatro vezes consecutivas All-Star. Em 2001, Weatherspoon se tornou a líder de assistências de todos os tempos da WNBA. Juntando-se a Robinson, Phillips e uma emergente Sue Wicks, que já foi reserva de Rebecca Lobo no ataque, mas chegou ao jogo All-Star de 2000, Weatherspoon e o Liberty posteriormente retornaram às finais em 2000 e 2002, mas perderam mais uma vez para os Comets e para o Los Angeles Sparks, respectivamente. O Liberty também avançou para as finais da Conferência Leste da WNBA em 2001 mas foi derrotado pelo Charlotte Sting por 2-1.

### Temporadas de transição (2003 - 2014)
A temporada de 2003 marcou o início de uma transição para o Liberty e com a saída de Teresa Weatherspoon para o Los Angeles Sparks, Becky Hammon, emergiu como uma estrela. Hammon em 2004 substituiu Weatherspoon como armadora titular do time.
O Liberty jogou seis de seus jogos em casa durante a temporada de 2004 no Radio City Music Hall, enquanto o Madison Square Garden sediava a Convenção Nacional Republicana de 2004. Esses jogos marcaram a primeira vez que a Radio City sediou um evento esportivo profissional desde a luta de boxe de Roy Jones Jr., realizada em 1999.
Com a líder da equipe Tari Phillips sendo transferida para o Houston Comets, Ann Wauters emergiu como uma força na posição de pivô titular da equipe em 2005. No entanto, ela infelizmente se machucou no meio da temporada. A perda de Wauters foi sentida quando o time foi derrotado por dois jogos a zero pelo Indiana Fever na primeira rodada dos playoffs.
O Liberty teve uma temporada ruim em 2006, vencendo apenas 11 jogos, o menor número na história da franquia.
No início da temporada de 2007 da WNBA, a equipe trocou Becky Hammon para o San Antonio Silver Stars por Jessica Davenport, escolhida na primeira rodada do draft de 2007 da WNBA. Eles também adquiriram a pivô Janel McCarville por meio do projeto de dispersão associado à dissolução do Charlotte Sting. O Liberty de 2007 começou 5-0, depois perdeu 7 jogos consecutivos, depois se recuperou no final da temporada para conseguir a última vaga nos playoffs ao vencer 3 dos últimos 4 jogos, derrotando o Washington Mystics no desempate de confronto direto. Nas semifinais da Conferência Leste, o Liberty, como grande azarão, enfrentou o atual campeão Detroit Shock em uma série melhor de três. O Liberty derrotou o Shock no Jogo 1 em New York. Nos jogos 2 e 3, o Liberty perdeu para o Shock em Detroit, por 76–73 e 71–70 (OT), respectivamente.
Em 2008, o Liberty selecionou a armadora do Rutgers, Essence Carson e a ala da Carolina do Norte, Erlana Larkins, e contratou a armadora de Utah, Leilani Mitchell durante a pré-temporada. Apesar de ter a idade média mais jovem de qualquer time da WNBA, o Liberty conseguiu vencer 19 jogos da temporada regular em 2008, derrotou o Connecticut Sun na primeira rodada dos playoffs e ficou a dois pontos de derrotar o Detroit Shock no terceiro e e último jogo das finais da Conferência Leste. Mais uma vez, a série contra Detroit começou com uma vitória do Liberty em casa no Jogo 1, seguida por derrotas nos Jogos 2 e 3.
No draft da WNBA de 2009, o Liberty selecionou Kia Vaughn de Rutgers. Com um núcleo sólido, o Liberty parecia mais uma vez um candidato no Leste.
Na temporada de 2009, porém, elas nunca provaram ser um candidato e a equipe demitiu o técnico Pat Coyle. Para substituir Coyle, o Liberty contratou interinamente a sua então assistente técnica, Anne Donovan. Apesar da mudança de treinador, a franquia continuou a ir mal, terminando 13-21, seu segundo pior recorde na história da franquia.
O New York Liberty se saiu melhor em 2010, durante a primeira e única temporada completa de Donovan como técnica principal. Liderada pela armadora Cappie Pondexter e pela MIP de 2010, Leilani Mitchell, a equipe chegou às finais da Conferência Leste, onde perdeu para o Atlanta Dream.
A equipe tinha grandes esperanças para 2011, após a contratação do ex-técnico campeão da WNBA, John Whisenant.
O Liberty estava originalmente programado para ser deslocado de sua quadra habitual devido às reformas no Madison Square Garden programadas para começar em 2009. No entanto, os planos de renovação foram adiados e o Liberty jogou no Garden em 2009 e 2010. O Liberty acabou jogando no Prudential Center em Newark, New Jersey, nas temporadas de 2011, 2012 e 2013, enquanto as reformas estavam em andamento.
Pondexter e Plenette Pierson, junto com o jogo melhorado de Vaughn, permitiram que New York fosse competitivo no início da temporada de 2011. A equipe até a parada para o All-Star estava em terceiro lugar na Conferência Leste. Ao manter um padrão de jogo bastante equilibrado, o Liberty chegou aos Playoffs da WNBA. No entanto, caiu para o Indiana Fever nas semifinais da Conferência Leste.
Em 2012 o Liberty caiu de rendimento mas chegou aos playoffs sendo eliminado por 2-0 para o Connecticut Sun na primeira rodada. O técnico John Whisenant foi demitido após a temporada e então contraram Bill Laimbeer como seu novo técnico.
Em 2013, apenas onze vitórias e que resultaram no Liberty ficar fora da pós-temporada.
Pouco antes do Draft da WNBA de 2014, o New York Liberty trocou Kelsey Bone, a quarta escolha geral no draft da WNBA de 2014 e a quarta escolha geral no draft da WNBA de 2015 para o Connecticut Sun pela All-Star Tina Charles, que havia solicitado uma troca em Connecticut. O Liberty novamente ficou fora da pós-temporada quando conseguiu apenas 15 vitórias.

### Tentativa de mudança (2015 - 2018)
Em 2015, o Liberty contratou Isiah Thomas como presidente do time, supervisionando todos os negócios e operações de basquete da franquia. Sob a liderança de Thomas como presidente da equipe e a equipe técnica liderada por Bill Laimbeer, o Liberty terminou em primeiro lugar na Conferência Leste durante a temporada de 2015 com Bill Laimbeer sendo nomeado o técnico do ano porém novamente perdeu nas finais de conferência para o Indiana Fever.
Depois de se classificar para os Playoffs da WNBA de 2016, o Liberty perdeu para o Phoenix Mercury na segunda rodada.
Em 2017 o Liberty perdeu para o Washington Mystics na segunda rodada dos Playoffs. Mais tarde naquele mesmo ano, a Madison Square Garden Company e James L. Dolan anunciaram que estavam procurando ativamente vender a franquia. Depois de não encontrar um comprador imediatamente, o MSG transferiu a maioria dos jogos em casa do Liberty em 2018 para Westchester County Center, nas proximidades de White Plains, New York, a casa do time da NBA G League do MSG, o Westchester Knicks, enquanto continuava buscando uma venda. Em 2018, o Liberty não conseguiu chegar aos playoffs, com recorde de 7-27.

### Uma nova era começa (2019 - Presente)
Em 23 de janeiro de 2019, o Liberty foi comprado por Joseph Tsai, co-fundador do Alibaba Group, uma empresa chinesa de internet, que até então possuía 49% do Brooklyn Nets da NBA e Clara Wu Tsai, uma empresária americana e fundadora da organização sem fins lucrativos Reform Alliance. Durante a temporada de 2019, o Liberty disputou duas partidas no Brooklyn, na casa do Brooklyn Nets, o Barclays Center, com o restante ainda em White Plains. Mais tarde naquele ano, Joseph Tsai tornou-se o único proprietário do Nets e do Barclays Center. Para a temporada de 2020, os Tsai's transferiram o Liberty para o Brooklyn oficialmente.
O Liberty entrou no draft de 2020 com três escolhas na primeira rodada e mais duas no início da segunda rodada. Pouco antes do draft, eles negociaram a ex-MVP da liga Tina Charles com o Washington Mystics em um acordo que também envolveu o Dallas Wings. Eles escolheram Sabrina Ionescu como primeira escolha, além de Megan Walker e Jazmine Jones mais tarde naquela rodada. A equipe também introduziu um novo logotipo, apresentando uma versão simplificada da marca da estátua da Liberdade. A cor preta também se tornou uma das cores primárias, ecoando a estética de seu time irmão da NBA, o Brooklyn Nets.
O Liberty começou a temporada de 2020, realizada em uma "bolha" na Flórida, devido à pandemia de COVID-19, com sete novatas em sua escalação na noite de estreia. A equipe sofreu um grande golpe em seu terceiro jogo, no qual Ionescu sofreu uma grave entorse de tornozelo que encerrou sua temporada. O Liberty terminou a temporada com o pior recorde da liga, 2–20. Apesar das poucas vitórias, uma das jogadoras novatas, Jazmine Jones, foi nomeada para a Associated Press para a equipe All-Rookie da WNBA.
O Liberty causou grande impacto durante a offseason de 2021. Antes de sua primeira temporada como inquilinos em tempo integral do Barclays Center, o Liberty adicionou as campeãs da WNBA Natasha Howard e Sami Whitcomb em uma troca multi-equipe que enviou Kia Nurse e Megan Walker para o Phoenix Mercury e contratou Betnijah Laney, a MIP de 2020. A equipe então selecionou Michaela Onyenwere e DiDi Richards no Draft 2021 da WNBA. Laney representaria o Liberty no All-Star Game de 2021, enquanto Michaela Onyenwere foi eleita ROY pela Associated Press. New York terminou o ano com um recorde de 12-20, mas foi suficiente para empurrar o time para os Playoffs da WNBA pela primeira vez desde 2017. Com a seed 8, o Liberty fez um grande esforço contra o Phoenix Mercury na primeira rodada mas foi eliminado.
Em 6 de dezembro de 2021, o Liberty se separou do técnico Walt Hopkins Jr.
Um mês depois, em 7 de janeiro de 2022 a equipe contrataria a ex-técnica do Phoenix, Sandy Brondello, em seu lugar. No elenco, a equipe assinou com Stefanie Dolson do atual campeão Chicago Sky e selecionou Nyara Sabally na quinta escolha geral. Na primeira temporada de Brondello no comando, a equipe foi forçada a superar uma lesão precoce de Laney e começou 1–7. Mas os esforços de Sabrina Ionescu e Natasha Howard mantiveram o time em pé e elas avançaram para os playoffs onde foram derrotadas pelo Chicago Sky na primeira rodada por 2-1.
Na offseason de 2023 o New York Liberty decidiu dar mais um grande passo e reforçou ainda mais o seu elenco visando alcançar o topo da liga, trocando pela ex-MVP Jonquel Jones que estava no Connecticut e também por Kayla Thornton que estava em Dallas. Na troca, o Liberty enviou sua chutadora de elite Rebecca Allen para Connecticut e também sua pivô Natasha Howard e Crystal Dangerfield para o Dallas Wings. Mais tarde na free agency, o time assinaria com mais duas grandes estrelas, Breanna Stewart, ex-MVP e campeã com o Seattle Storm e também com Courtney Vandersloot que anteriormente tinha sido campeã com o Chicago Sky. A franquia também trocou Michaela Onyenwere, a sua ROY de 2021 para o Phoenix Mercury na mesma offseason.
Na temporada de 2023, o Liberty provou todo o seu investimento e apesar de começar com turbulências pela falta de entrosamento, garantiu a segunda seed com uma campanha incrível de 32-8, a melhor em toda a sua história, ficando atrás apenas do atual campeão Las Vegas Aces. O embate entre Liberty e Aces foi alimentado pela mídia e pelos fãs durante toda a temporada. Esse duelo ganhou fogo quando o New York Liberty se sagrou campeão da Commissioner's Cup (um torneio in-season da WNBA) contra o Las Vegas Aces com Jonquel Jones sendo a MVP daquele jogo. Mais tarde nos playoffs, o Liberty superaria o Washington Mystics por 2-0 e o Connecticut Sun por 3-1. Deixando duas das melhores defesas da liga, o Liberty chegou para as finais da WNBA com moral para enfrentar o Las Vegas Aces e buscar o seu título inédito. O Las Vegas Aces abriu 2-0 nos jogos em casa. No terceiro jogo, o Liberty fez uma ótima apresentação diante da sua torcida e deixou viva a esperança de uma virada inédita nas finais. Nesse mesmo jogo, Las Vegas perdeu sua armadora titular e ex-FMVP de 2022, Chelsea Gray. O sonho estava alimentado e o Liberty iria para o jogo 4 com o objetivo e empatar a série e levar para o jogo final em Las Vegas. Então o Liberty foi derrotado na frente de sua torcida e o Las Vegas Aces se sagrou bi-campeão da WNBA. Essa foi a quinta derrota em finais do New York Liberty em sua história.
Em 2023, Breanna Stewart foi eleita MVP, a única na história do Liberty. Breanna Stewart, Sabrina Ionescu e Courtney Vandersloot representaram o Liberty no All-Star Game. Jonathan Kolb foi eleito o executivo do ano devido ao seu trabalho na offseason. Courtney Vandersloot liderou a liga em assistências por jogo e foi Peak Performer. Breanna Stewart esteve no primeiro time All-WNBA e também no primeiro time All-Defensive. Betnijah Laney esteve no segundo time All-Defensive e Sabrina Ionescu no segundo time All-WNBA. Jonquel Jones foi a destaque do Liberty durante todo o playoffs.

## Ligações Externas
- New York Liberty
- NY Liberty Brasil